# Медаль Линнея
Меда́ль Линне́я (англ. The Linnean Medal) — почётная научная награда Лондонского Линнеевского общества.

## История
Награда была учреждена Лондонским Линнеевским обществом в 1888 году и вручается ежегодно выдающемуся ботанику или зоологу (или двоим сразу, начиная с 1958 года). Медаль была золотой до 1976 года и поэтому ранее часто называлась the Gold Medal of the Linnean Society. Лауреатов также называют «Линнеевскими медалистами» (англ. Linnean Medalists).
Медаль названа в честь Карла Линнея (1707—1778), выдающегося шведского естествоиспытателя и медика.
Надпись на медали: аверс — CAROLUS LINNÆUS, реверс — SOCIETAS LINNÆANA OPTIME MERENTI.

## Список награждённых

### XIX век
- 1888 : Джозеф Долтон Гукер (1817—1911) и Ричард Оуэн (1804—1892)
- 1889 : Альфонс Луи Пьер Пирамю Декандоль (1806—1893)
- 1890 : Томас Генри Хаксли (1825—1895)
- 1891 : Жан-Батист-Эдуард Борне (1828—1911)
- 1892 : Альфред Рассел Уоллес (1823—1913)
- 1893 : Дэниел Оливер (1830—1916)
- 1894 : Эрнст Геккель (1834—1919)
- 1895 : Фердинанд Юлиус Кон (1828—1898)
- 1896 : Джордж Джеймс Олмен (1812—1898)
- 1897 : Якоб Георг Агард (1813—1901)
- 1898 : Джордж Чарлз Валлих (1815—1899)
- 1899 : Джон Гилберт Бейкер (1834—1920)
- 1900 : Альфред Ньютон (1829—1907)

### XX век
- 1901 : Джордж Кинг (1840—1909)
- 1902 : Альберт фон Кёлликер (1817—1905)
- 1903 : Мордехай Кук (1825—1914)
- 1904 : Альберт Карл Людвиг Готгельф Гюнтер (1830—1914)
- 1905 : Эдуард Адольф Страсбургер (1844—1912)
- 1906 : Альфред Мерл Норман (1831—1918)
- 1907 : Мелхиор Трейб (1851—1910)
- 1908 : Thomas Roscoe Rede Stebbing[англ.] (1835—1926)
- 1909 : Фредерик Боуэр (1855—1948)
- 1910 : Георг-Оссиан Сарс (1837—1927)
- 1911 : Герман цу Зольмс-Лаубах (1842—1915)
- 1912 : Роберт Сирил Лейтон Перкинс (1866—1955)
- 1913 : Адольф Генрих Густав Энглер (1844—1930)
- 1914 : Иоганн Адам Отто Бючли (1848—1920)
- 1915 : Джозеф Генри Мэйден (1859—1925)
- 1916 : Frank Evers Beddard[англ.] (1858—1925)
- 1917 : Henry Brougham Guppy[англ.] (1854—1926)
- 1918 : Фредерик Дьюкейн Годман (1834—1919)
- 1919 : Исаак Бейли Бальфур (1853—1922)
- 1920 : Эдвин Рей Ланкестер (1847—1929)
- 1921 : Дьюкинфилд Генри Скотт (1854—1934)
- 1922 : Пультон, Эдвард Бэгнол (1856—1943)
- 1923 : Томас Фредерик Чизмен (1846—1923)
- 1924 : William Carmichael McIntosh[англ.] (1838—1931)
- 1925 : Фрэнсис Оливер[англ.] (1864—1951)
- 1926 : Edgar Johnson Allen[англ.] (1866—1942)
- 1927 : Отто Штапф (1857—1933)
- 1928 : Эдмунд Бичер Уилсон (1856—1939)
- 1929 : Хуго Де Фриз (1848—1935)
- 1930 : James Peter Hill[англ.] (1873—1954)
- 1931 : Карл Иммануэль Эбергард фон Гебель (1855—1932)
- 1932 : Эдвин Стефен Гудрич (1868—1946)
- 1933 : Робер Ипполит Шода (1865—1934)
- 1934 : Сидней Фредерик Хармер
- 1935 : Дэвид Прэйн (1857—1944)
- 1936 : John Stanley Gardiner[англ.] (1872—1946)
- 1937 : Frederick Frost Blackman[англ.] (1866—1947)
- 1938 : Дарси Томпсон (1860—1948)
- 1939 : Меррилл, Элмер Дрю (1876—1956)
- 1940 : Артур Смит Вудвард (1864—1944)
- 1941 : Артур Тенсли (1871—1955)
- 1942—1945 : Не вручались.
- 1946 : William Thomas Calman[англ.] (1871—1952) и Frederick Ernest Weiss[англ.] (1865—1953)
- 1947 : Maurice Caullery[англ.] (1868—1958)
- 1948 : Агнес Робертсон Арбер (1879—1960)
- 1949 : Дэвид Мередит Сирс Уотсон (1886—1973)
- 1950 : Генри Николас Ридли (1855—1956)
- 1951 : Ole Theodor Jensen Mortensen[англ.] (1868—1952)
- 1952 : Айзек Генри Беркилл (1870—1965)
- 1953 :  Патрик Альфред Бакстон (1892—1955)
- 1954 : Felix Eugen Fritsch[англ.] (1879—1954)
- 1955 : John Graham Kerr[англ.] (1869—1957)
- 1956 : William Henry Lang[англ.] (1874—1960)
- 1957 : Эрик Стеншё (1891—1984)
- 1958 : Гэвин де Бир (1899—1972) и Уильям Бертрам Тёррилл (1890—1961)
- 1959 : Harold Munro Fox[англ.] (1889—1967) и Карл Юхан Фредрик Скоттсберг (1880—1963)
- 1960 : Libbie Henrietta Hyman[англ.] (1888—1969) и Hugh Hamshaw Thomas[англ.] (1885—1962)
- 1961 : Edmund William Mason (1890—1975) и Sir Frederick Stratten Russell[англ.] (1897—1984)
- 1962 : Норман Лофтус Бор (1893—1972) и Джордж Гейлорд Симпсон (1902—1984)
- 1963 : Sidnie Milana Manton[англ.] (1902—1979) и William Harold Pearsall[англ.] (1891—1964)
- 1964 : Richard Eric Holttum[англ.] (1895—1990) и Carl Frederick Abel Pantin[англ.] (1899—1967)
- 1965 : Джон Хатчинсон (1884—1972) и John Ramsbottom[англ.] (1885—1974)
- 1966 : George Stuart Carter[англ.] (1893—1969) и Harry Godwin[англ.] (1901—1985)
- 1967 : Чарлз Сазерленд Элтон (1900—1991) и Чарльз Эдвард Хаббард (1900—1980)
- 1968 : A. Gragan и Thomas Maxwell Harris[англ.] (1903—1983)
- 1969 : Айрин Мантон (1904—1988) и Этельвин Тревавас (1900—1993)
- 1970 : Эдред Джон Генри Корнер (1906—1996) и Ernest Ingersoll White (1869—1957)
- 1971 : Charles Russell Metcalfe[исп.] (1904—1991) и J.E. Smith
- 1972 : Артур Рой Клэпем (1904—1990) и Alfred Sherwood Romer[англ.] (1894—1973)
- 1973 : Джордж Ледьярд Стеббинс (1906—2000) и John Zachary Young[англ.] (1907—1997)
- 1974 : Вилли Хенниг (1913—1976) и Жозиас Браун-Бланке (1884—1980)
- 1975 : Alexander Stuart Watt[англ.] (1892—1985) и Philip MacDonald Sheppard[англ.] (1921—1976)
- 1976 : Уильям Томас Стерн (1911—2001)
- 1977 : Майр, Эрнст (1904—2005) и Томас Гэскелл Тютин (1908—1987)
- 1978 : Karl Olov Hedberg[англ.] (1923—) и Thomas Stanley Westoll[англ.] (1912—1995)
- 1979 : Robert McNeill Alexander[англ.] (1934—) и Paul Westmacott Richards[англ.] (1908—1995)
- 1980 : Джеффри Клаф Эйнсуорт (1905—1998) и Рой Кроусон (1914—1999)
- 1981 : Брайан Лоренс Бертт (1913—) и Cyril Astley Clarke[англ.] (1907—2000)
- 1982 : Питер Хэдленд Дейвис (1918—1992) и Peter Humphry Greenwood[англ.] (1927—1995)
- 1983 : Cecil Terence Ingold[англ.] (1905-) и Michael James Denham White[англ.] (1910—1983)
- 1984 : John Gregory Hawkes[англ.] (1915—2007) и J.S. Kennedy[англ.]
- 1985 : Arthur Cain[англ.] (1921—1999) и Jeffrey B. Harborne[англ.]
- 1986 : Артур Кронквист (1919—1992) и Percy Cyril Claude Garnham[англ.] (1901—1994)
- 1987 : Geoffrey Fryer[англ.] и Vernon Hilton Heywood[англ.] (1927-)
- 1988 : John Laker Harley[англ.] (1911—1990) и Richard Southward
- 1989 : Уильям Дональд Гамильтон (1936—2000) и David Smith[англ.]*
- 1990 : Гиллиан Пранс (1937—) и Florence Gwendolen Rees[англ.] (1906—1994)
- 1991 : William Gilbert Chaloner[англ.] (1928—) и Роберт Мэй (1936—)
- 1992 : Ричард Эванс Шултс (1915—2001) и Стивен Джей Гулд (1941—2002)
- 1993 : Barbara Pickersgill[англ.] (1940—) и Lincoln Pierson Brower[англ.]
- 1994 : Frank Eric Round[нидерл.] (1927—) и Алек Джеффрис (1950-)
- 1995 : Макс Уолтерс (1920—2005) и Джон Мейнард Смит (1920—2004)
- 1996 : John Heslop-Harrison[англ.] (1920—1998) и Keith Vickerman[англ.]
- 1997 : Enrico S. Coen[англ.] и Rosemary Helen Lowe-McConnell[англ.]
- 1998 : Марк Уэйн Чейз (1951—) и Colin Patterson[англ.]
- 1999 : Филип Барри Томлинсон и Q. Bone
- 2000 : Бернард Вердкурт и Michael Frederick Claridge[англ.]

### XXI век
- 2001 : Кристофер Джон Хамфрис и Gareth Nelson
- 2002 : Sherwin Carlquist[англ.] и W.J. Kennedy
- 2003 : Питер Баас и Bryan Campbell Clarke[англ.]
- 2004 : Geoffrey Allen Boxshall[англ.] и John Dransfield[англ.]
- 2005 : Paula Rudall[англ.] и Andrew Smith
- 2006 : David J. Mabberley[англ.] и Richard A. Fortey[англ.]
- 2007 : Филипп Джеймс Крибб и Томас Кавалир-Смит
- 2008 : Jeffrey Duckett[нидерл.] и Stephen Donovan[англ.]
- 2009 : Peter Shaw Ashton[англ.] и Michael Akam[англ.]
- 2010 : Дианн Эдвардс и Derek Yalden[англ.]
- 2011 : Brian Coppins и H. Charles Godfray[англ.]
- 2012 : Стивен Блэкмор и Peter Holland[англ.]*
- 2013 : Kingsley Wayne Dixon
- 2014 : Niels Kristensen и Hans Walter Lack[исп.]
- 2015 : Engik Soepadmo, Claus Nielsen и Rosmarie Honegger
- 2016 : Джорджина Мейс, Сандра Кнапп
- 2017 : Чарли Джарвис и David Rollinson[1]
- 2018 : Kamaljit S. Bawa[англ.], Jeremy Holloway и Sophien Kamoun[англ.]
- 2019 : Vicki Funk[англ.] и Samuel T. Turvey[нем.]
- 2020 : Ben Sheldon[англ.] и Juliet Brodie
- 2021 : Мэри Уэст-Эберхард,  и Shahina Ghazanfar
- 2022 : Rohan Pethiyagoda[англ.] и Себсебе Демиссев
- 2023: Диас, Сандра (эколог)